# Villabasta de Valdavia
Villabasta de Valdavia település Spanyolországban, Palencia tartományban. Villabasta de Valdavia Saldaña, Valderrábano, Buenavista de Valdavia, Villaeles de Valdavia és Villasila de Valdavia községekkel határos. Lakosainak száma 33 fő (2024).

## Népesség
A település népessége az elmúlt években az alábbi módon változott:
| Lakosok száma | 40   | 38   | 36   | 34   | 32   | 32   | 30   | 32   | 34   | 33   |
|               | 2001 | 2004 | 2007 | 2009 | 2012 | 2014 | 2017 | 2019 | 2022 | 2024 |